# Hickmania troglodytes
Hickmania troglodytes es una especie de arañas araneomorfas de la familia Austrochilidae. Es la única especie del género monotípico Hickmania.  Es nativa de Tasmania, donde se encuentra ampliamente distribuida, especialmente en galerías subterráneas y sistemas de cuevas, donde se encuentra ampliamente distribuida, donde se pueden encontrar un gran número en las entradas.